# Ajax Amsterdam (féminines)
Maillots
Actualités
La section féminine de l'Amsterdamsche Football Club Ajax est un club féminin de football néerlandais créé le 18 mai 2012 et basé à Amsterdam, évoluant actuellement en Eredivisie.

## Histoire
L'AFC Ajax créé sa section féminine en mai 2012 pour pouvoir participer à la BeNe Ligue. Pour sa 1re saison, en 2012-2013, le club amstellodamois a terminé 4e de la BeNe Ligue Orange puis 4e de la BeNe Ligue A. En 2013-2014, l'AFC Ajax section féminine progresse et termine 3e. Cerise sur le gâteau, le club enlève son 1er titre en remportant la Coupe des Pays-Bas. En 2015-2016, l'AFC Ajax section féminine progresse termine 2e du championnat et est finaliste de la Coupe.
2016-2017 voit les Amstellodamoises remporter leur 1er titre de Championne des Pays-Bas et le renouveler en 2017-2018. En 2019, les Ajacides remportent pour la troisième année consécutive la Coupe des Pays-Bas.
En Ligue des Champions 2017-2018, pour sa 1re participation, les Ajacides passent le tour qualificatif et sont éliminées en 16e de finale par les Italiennes de l'ACF Brescia Femminile. Pour l'édition suivante (2018-2019) l'Ajax se qualifie pour les 8e de finale, est opposé aux tenantes du titre, l'Olympique lyonnais et prennent treize buts en deux rencontres.

## Palmarès
- Championnat des Pays-Bas
  - Champion (3) : 2017, 2018 et 2023
  - Vice-champion (3) : 2016, 2019 et 2022
- Coupe des Pays-Bas
  - Vainqueur (6) : 2014, 2017, 2018, 2019, 2022, 2024
  - Finaliste (2) : 2015 et 2016
- Supercoupe des Pays-Bas
  - Finaliste en 2022
- Doublé Championnat-Coupe (2) : 2017 et 2018

## Meilleures buteuses
BeNe Ligue / Eredivisie (2012 à maintenant) 
| Année                | Buteuse                                          | Buts |
| -------------------- | ------------------------------------------------ | ---- |
| 2012-2013            | Desiree van Lunteren                             | 7    |
| 2012-2013            | Chantal de Ridder                                | 7    |
| 2013-2014            | Desiree van Lunteren                             | 13   |
| 2014-2015            | Marlous Pieëte                                   | 10   |
| Eredivisie 2015-2016 | Eshly Bakker                                     | 8    |
| Eredivisie 2016-2017 | Marjolijn van den Bighelaar                      | 18   |
| Eredivisie 2017-2018 | Marjolijn van den Bighelaar Desiree van Lunteren | 12   |
| Eredivisie 2018-2019 | Ellen Jansen                                     | 14   |
| Eredivisie 2019-2020 | Marjolijn van den Bighelaar                      | 9    |
| Eredivisie 2020-2021 | Nikita Tromp                                     | 9    |
| Eredivisie 2021-2022 | Romée Leuchter                                   | 25   |
| Eredivisie 2022-2023 | Romée Leuchter                                   | 17   |
| Eredivisie 2023-2024 | Romée Leuchter                                   | 20   |

## Plus grand nombre de matchs
BeNe Ligue / Eredivisie (2012 à maintenant) 
| Place | Nom                  | Matchs |
| ----- | -------------------- | ------ |
| 1     | Desiree van Lunteren | 166    |
| 2     | Liza van der Most    | 116    |
| 3     | Inessa Kaagman       | 102    |

## Parcours en Ligue des champions
| Saison    | Tour                       | Club                | Score    |
| --------- | -------------------------- | ------------------- | -------- |
| 2017-2018 | Tour de qualification      | Rīgas FS            | 6-0      |
| 2017-2018 | Tour de qualification      | Pärnu JK            | 2-1      |
| 2017-2018 | Tour de qualification      | Standard de Liège   | 3-0      |
| 2017-2018 | 1/16 de finale             | Brescia Calcio      | 1-0, 0-2 |
| 2018-2019 | Tour de qualification      | Wexford Youths LFC  | 4-1      |
| 2018-2019 | Tour de qualification      | Linfield LFC        | 2-0      |
| 2018-2019 | Tour de qualification      | Thór Akureyri       | 0-0      |
| 2018-2019 | 1/16 de finale             | Sparta Prague       | 2-0, 2-1 |
| 2018-2019 | 1/8 de finale              | Olympique Lyonnais  | 0-4, 0-9 |
| 2020-2021 | 1/16 de finale             | Bayern Munich       | 1-3, 0-3 |
| 2022-2023 | 1er tour de qualifications | Kristianstads DFF   | 3-1      |
| 2022-2023 | 1er tour de qualifications | Eintracht Francfort | 2-1      |
| 2022-2023 | 2e tour de qualifications  | Arsenal             | 0-1, 2-2 |
| 2023-2024 | 1er tour de qualifications | Dinamo Minsk        | 3-0      |
| 2023-2024 | 2e tour de qualifications  | FC Zurich           | 6-0, 2-0 |
| 2023-2024 | Phase de groupes           | Paris Saint-Germain | 2-0, 1-3 |
| 2023-2024 | Phase de groupes           | AS Rome             | 0-3, 2-1 |
| 2023-2024 | Phase de groupes           | Bayern Munich       | 1-1, 1-0 |
| 2023-2024 | 1/4 de finale              | Chelsea             | 0-3, 1-1 |

## Rivalité
L'Ajax dispute le Klassieker face au Feyenoord Rotterdam.